# Montréal
Montréal eller Montreal (uttalas  /mɔ̃ʀeal/ på standardfranska,  /mɒ̃ʀeal/på kanadensisk franska och  /ˌmʌntɹiˈɒːl/ på kanadensisk engelska), även Tiohtià:ke (mohawk), är Kanadas näst största stad och den största staden i provinsen Québec. I maj 2021 hade Montréal över 1,7 miljoner invånare och nära 4,3 miljoner i storstadsområdet. Montréal gavs stadsrättigheter 1832 och var Nedre Kanadas centralort 1844–49, men staden räknar sin historia från grundandet av den franska missionsstationen Ville Marie 1642.
Montréal är känt för sin mångkulturella befolkning. Liksom i övriga Québec är franska det dominerande och officiella språket i staden. Staden har näst flest modersmålstalare av franska i världen, efter Paris och före Kinshasa. I Montréal finns också en betydande engelskspråkig minoritet, och många av stadens invånare är tvåspråkiga.
Staden är Québecs ekonomiska centrum och ett av Kanadas viktigaste kulturella centrum med flera stora internationella festivaler och evenemang. Bland annat arrangerar eller har man arrangerat Olympiska sommarspelen 1976, den internationella jazzfestivalen, Rogers Cup och Kanadas Grand Prix. Under förbudstiden i USA blev Montréal, tillsammans med Havanna på Kuba, känt som "Syndens stad". 2005 utsåg Unesco staden till årets "World Book Capital". Antalet studenter på eftergymnasial nivå i Montréal är den högsta (per capita) i Nordamerika, och Montréal är också ett viktigt centrum för hälso- och flygindustrin.
Montréals centrum ligger på en ö – Île de Montréal – vid sammanflödet av Saint Lawrencefloden och Ottawafloden, 270 km sydväst om provinshuvudstaden Québec och 190 km öster om Kanadas huvudstad Ottawa. Montréals hamn är en viktig del av Saint Lawrence Seaway, det vattensystem som sträcker sig från Övre sjön till Saint Lawrenceviken. Montréal ligger nära andra storstäder i USA och Kanada, drygt 6 timmar med bil från New York, Toronto och Boston, 2,5 timmar från Ottawa och provinshuvudstaden Québec, samt mindre än en timme från USA:s landgräns.

## Namn
Staden har fått sitt namn av Mont Royal ('Kungliga kullen', 'Kungliga berget'), den cirka 230 meter höga kulle som dominerar den centrala delen av Île de Montréal. Kullen namngavs av Jacques Cartier hösten 1535, under dennes andra resa till Nordamerika. Den alternativa stavningen som Montréal finns belagd sedan 1575, och bosättningen på platsen fick 1831 (stadfäst av Storbritanniens kung 1832) stadsrättigheter som "ville de Montréal" ('staden Montréal').
Den officiella stavningen av stadens namn är Montréal. Den här stavningen används på franska och i officiella engelskspråkiga sammanhang. Det anglifierade Montreal (med motsvarande "engelska" uttal) blev vanligt förekommande under 1800-talets brittiska dominans över staden och provinsen (där Québec blev Quebec). Under senare delen av 1900-talet har både provins och stad fått ett ökat franskkulturellt fokus och självstyre. På svenska syns både namnformerna med eller utan akut accent. Accentvarianten används ibland även i andra engelskspråkiga sammanhang.
På kanien’kéha (mohawk) kallas staden Tiohtià:ke, på abenakiska Molian.

## Historia

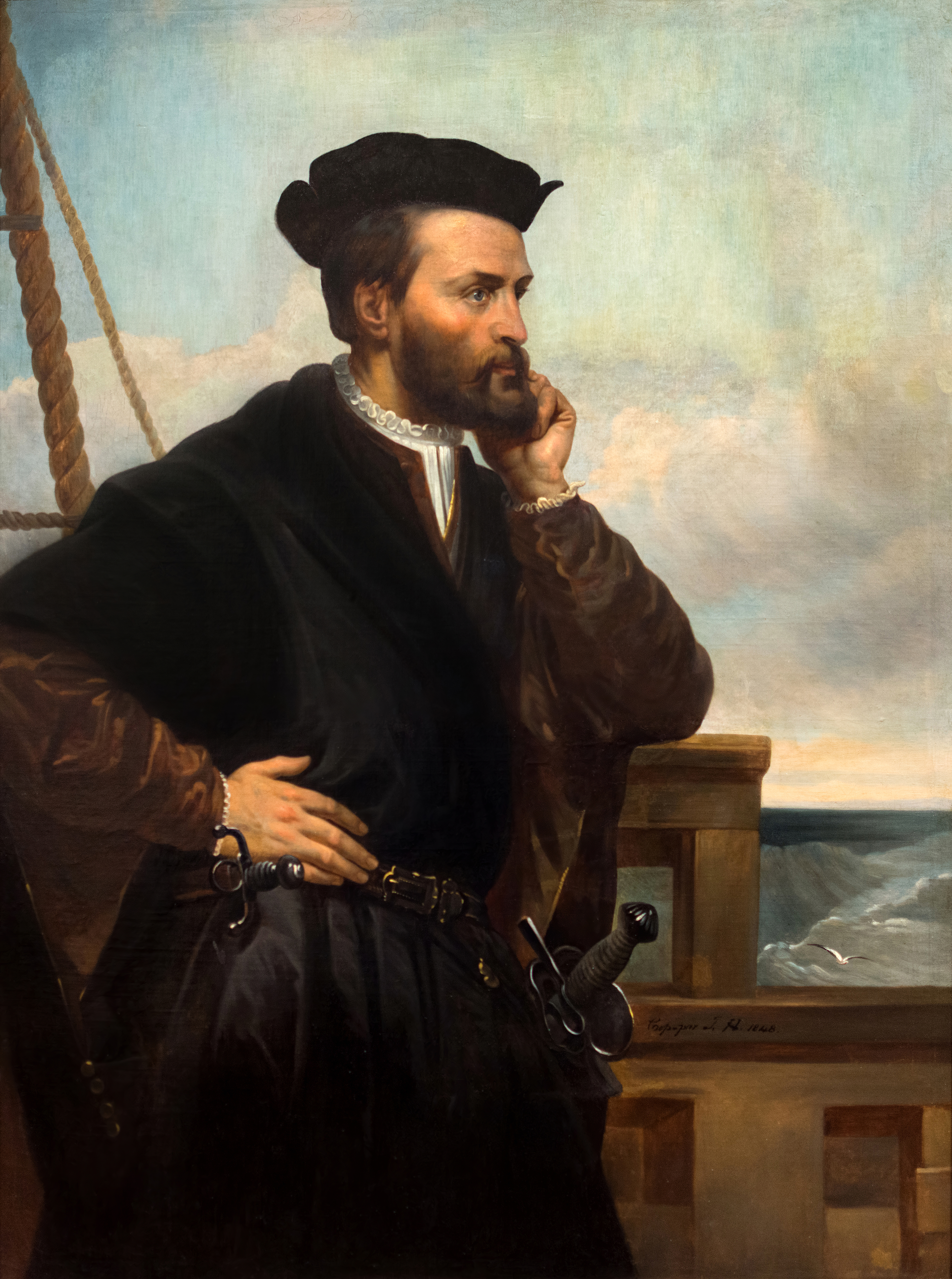
Jacques Cartier.

### Bakgrund, franska tiden
Olika First nations som irokeser och anishinaabe har länge bott i området som idag utgör Montréal. Även andra folk som algonkinerna räknar de västra delarna av Montréal till sitt traditionella territorium. De tidigaste mänskliga spåren i Montréalområdet i form av stenverktyg kan dateras till 2000 f.v.t. Mellan år 1200 och 1600 v.t. beboddes île de Montréal huvudsakligen av Saint Lawrence-irokeser. Ön har troligen länge varit en lämplig boplats, både på grund av områdets naturresurser, men också som en följd av att Saint Lawrencefloden och Lachineforsarna gjort ön till ett naturligt stopp för resande.
Den förste europé som siktade området var Jacques Cartier som den 2 oktober 1535 gjorde sitt intåg i byn Hochelaga på Île de Montréal. Över 70 år senare (1611) senare grundade Samuel de Champlain en pälshandelsstation, benämnd La Place Royale, på ön; han stötte emellertid på motstånd från irokeserna som framgångsrikt försvarade sitt land. Den första permanenta bosättningen grundades på ön 1639 av den franske skatteindrivaren Jérôme Le Royer. Missionärerna Paul Chomedey de Maisonneuve och Jeanne Mance grundade tillsammans med några kolonisatörer missionsstationen Ville Marie på ön den 17 maj 1642.
Ville Marie blev ett centrum för pälshandeln och för den katolska kyrkan och basen för vidare utforskningar av Nya Frankrike. Irokeserna fortsatte sina attacker ända fram till 1701 då ett fredsfördrag undertecknades. Staden förblev fransk fram till 1760 då Pierre de Cavagnal, Marquis de Vaudreuil kapitulerade inför den brittiska armén under Jeffrey Amherst, 1:e baron Amherst.

### Under Storbritannien
Den 18 maj 1765 brann en fjärdedel av staden ned. Sammanlagt 108 hus i den västra delen av staden förstördes under de tre timmar branden pågick.
Med Parisfreden 1763 avslutades sjuårskriget varpå de franska kolonierna i Nordamerika blev brittiska. Separatister från USA höll staden en kort tid 1775–1776. Montréal, som då fått sitt nuvarande namn, började växa då brittiska immigranter strömmade till och pälshandelns guldålder kom då det lokala North West Company konkurrerade med det brittiska Hudson's Bay Company om kontrollen över handeln.
Montréal fick stadsrättigheter 1832. Stadens tillväxt tilltog då Lachinekanalen öppnades, vilket gjorde att fartyg kunde ta sig förbi Rapides de Lachine söder om huvudön. Mellan 1844 och 1849 var Montréal huvudstad i det Förenade Kanada, vilket gjorde att andelen engelskspråkiga ökade och staden blev tvåspråkig. Den stora engelska befolkningen i staden grundade McGill University, ett av Kanadas första universitet. Många av Montréals rika lät bygga privata residens vid foten på Mont Royal.

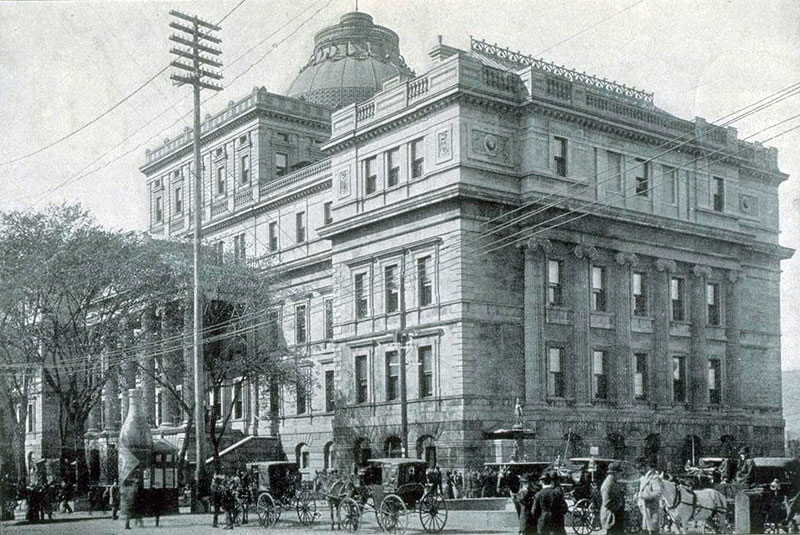
Palais de Justice 1880.

1852 hade Montréal 58 000 invånare; 1860 var det den största staden i Brittiska Nordamerika och Kanadas ekonomiska och kulturella centrum. Canadian Pacific Railway förlade sitt huvudkontor till staden 1880 liksom Canadian National Railway 1919. Rue Saint-Jacques (Saint James Street) i det som idag är Vieux-Montréal (”Gamla stan”) blev centrum för Kanadas finansväsen i slutet av 1800-talet och "Saint James Street" blev en synonym liknande Wall Street idag. Då staden inkorporerade omgivande städer 1883 och 1918 blev Montréal åter övervägande franskspråkigt. Fram till 1914 alternerade den mellan en fransktalande och en engelsktalande borgmästare.

### 1900-talet

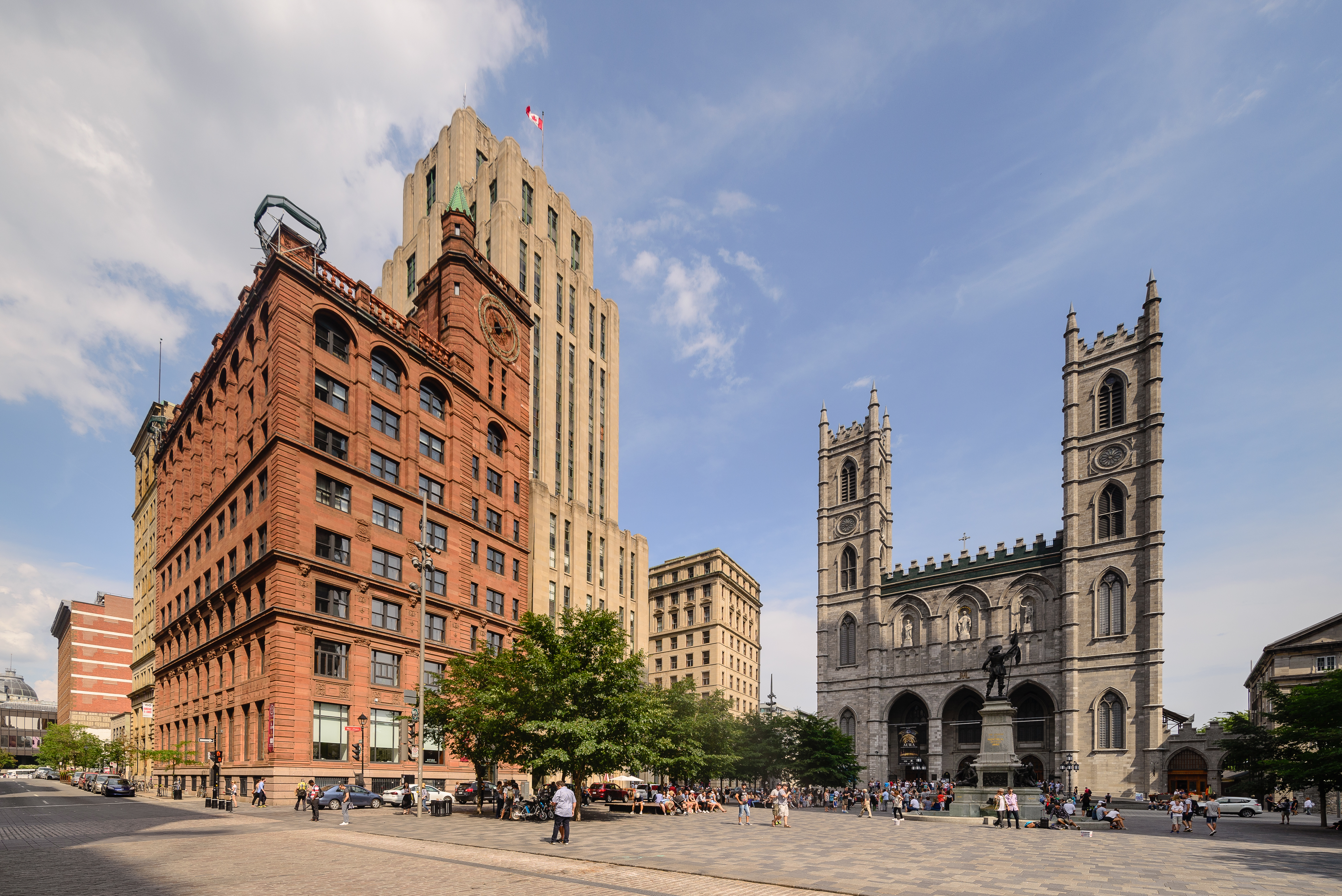
Place d'Armes med basilikan Notre-Dame de Montréal.

Efter första världskriget förbjöds alkoholdrycker i USA, vilket gjorde Montréal till ett resmål för dem som längtade efter alkohol. Trots den ökande turismen förblev arbetslösheten hög i Montréal, någon som förvärrades av Wall Street-kraschen 1929 och den efterföljande depressionen. Kanada återhämtade sig från den ekonomiska krisen i mitten av 1930-talet, och stadens silhuett förändrades med skyskrapornas ankomst – inklusive Sun Life Building.
Under andra världskriget protesterade Montréals borgmästare Camillien Houde mot den federala regeringens inkallelseorder och uppmanade alla i staden att ignorera den. Regeringen i Ottawa blev rasande och satte Houde i fångläger fram till 1944, vilket slutade i den så kallade inkallelsekrisen 1944.
Montréals befolkning översteg 1950 1 miljon invånare, och stadens borgmästare Jean Drapeau började planera för dess fortsatta utveckling. Hans planer inkluderade ett tunnelbanesystem, ett underjordiskt komplex av köpcentra (Montréal souterrain), en utveckling av hamnen och öppnandet av Saint Lawrence Seaway. Nya byggnader uppfördes ovanpå de äldre under samma period, bland andra skyskraporna Place Ville-Marie och Tour de la Bourse. Två nya museer öppnades, och 1966  stod Métro de Montréal och flera nya motorvägar klara.
Montréals internationella status stärktes ytterligare genom Expo 67 och Olympiska sommarspelen 1976. Basebollklubben Expos de Montréal (engelska: Montreal Expos) fick sitt namn efter utställningen och startade sin verksamhet 1969. 2005 flyttade dock klubben till Washington, D.C. och bytte namn till Washington Nationals.
Inför 350-årsjubileet 1992 uppfördes två nya skyskrapor: 1000 de la Gauchetière och 1250 René-Lévesque. Montréals nuvarande ekonomiska styrka gör att man på senare år både byggt ut tunnelbanan och en motorvägsring kring Île de Montréal. Samtidigt sker en gentrifiering av stadens centrum.

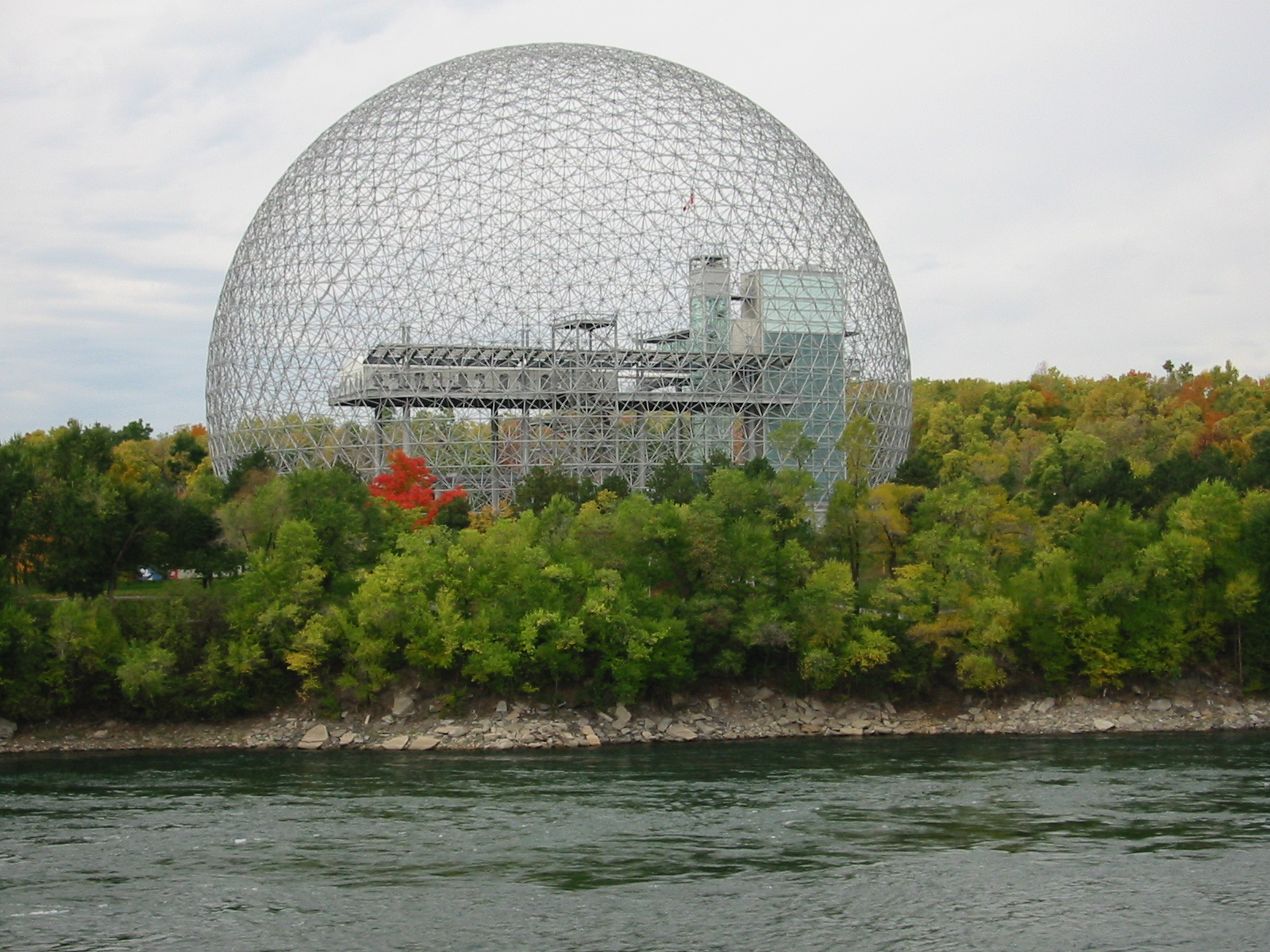
Biosphère Montréal.

## Geografi

### Montréals centrum
Montréals centrum ligger vid foten av Mont Royal som är en av stadens största parker. I centrum finns också ett dussintal skyskrapor, som enligt en förordning inte får vara högre än Mont Royal. Några av de högsta skyskraporna är 1000 de La Gauchetière, 1250 René-Lévesque och Place Ville-Marie. Även Tour de la Bourse, börsen, är en av Montréals högre byggnader. Byggnaden omfattas av ett framgångsrikt projekt avsett att förmå pilgrimsfalken att bosätta sig i staden.
Den korsformade Place Ville-Marie byggdes 1962, som stadens första skyskrapa. Under byggnaden finns ett köpcentrum som utgör ett viktigt centrum i Montréal souterrain. Denna är en av världens största underjordiska urbana strukturer, med mer än 1 600 butiker, restauranger och kontor förbundna. Där finns tunnelbanestationer, godsterminaler och tunnlar som sträcker sig till alla delar av stadskärnan.
De största och folktätaste gatorna i centrala Montréal är Rue Sainte-Catherine, Rue Peel, Rue de la Montagne, Boulevard De Maisonneuve och Rue Crescent mellan Mont Royal och Saint Lawrencefloden.
Två delvis konstgjorda öar ligger framför Montréal Panorama: Île Sainte-Hélène, med nöjesparken La Ronde med sin årliga fyrverkerifestival, och Île Notre-Dame, där formel 1-tävlingen Kanadas Grand Prix hålls årligen.
Populära platser för att få en panoramavy över staden är utsiktspunkterna på Mont Royal. Från Belvedere ser man stadens centrum framför floden och Montérégiennebergen och, när vädret tillåter det, bergen bortom dem. Från Rue Remembrance syns Olympiastadion och området bortom Olympiabyn som uppfördes 6 km från stadscentrum eftersom man på 1960-talet trodde att stadscentrum kort efter olymiaden skulle sträcka sig ända dit.
Stadens centrum bjuder på många dramatiska kontraster: Maison des Coopérants (146 meter och 34 våningar högt) ligger precis intill en gammal kyrka. Gamla stan ser fortfarande ut som den gjorde då byggnaderna först uppfördes men hamnen i samma område förbinder staden med hamnar över hela jordklotet. Den kanadensiska expeditionen till nordpolen nyligen[när?] utgick till exempel från Gamla stan i Montréal.

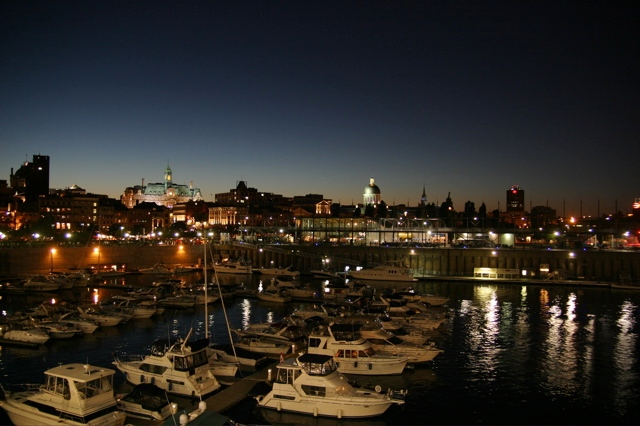
Gamla stan sent på kvällen.

### Gamla stan
Gamla Montréal ligger sydöst om dagens centrum. I Gamla stan finns, förutom den gamla hamnen, även Place Jacques-Cartier, stadshuset, Place d'Armes, musée Pointe-á-Callière och katedralen Notre-Dame de Montréal. Den gamla stadskärnan har bevarats som den var då staden grundades.

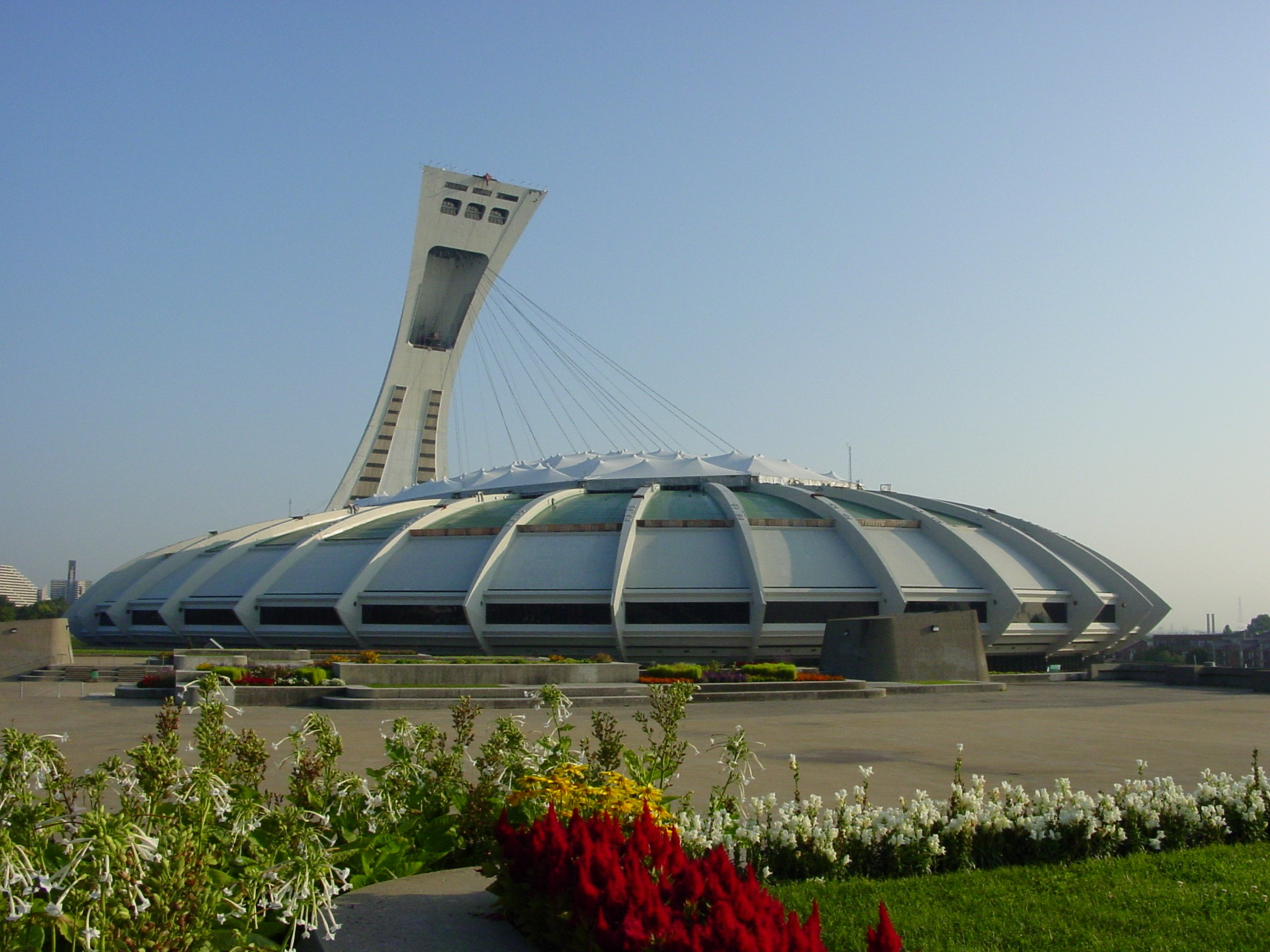
Olympiska stadion i stadens östra del.

### Olympiska byn och Botaniska trädgården
En av världens mest inflytelserika världsutställningar, Expo 67, hölls i Montréal. Förmodligen var det den succén som gjorde att staden fick hålla Olympiska sommarspelen 1976. Olympiska stadion har än idag världens högsta lutande torn och var fram till 2004 hemmaarena åt basebollklubben Expos de Montréal (engelska: Montreal Expos). Arenan är fortfarande inte helt färdigbyggd men rymmer ändå 60 000 åskådare i dagsläget.
Intill stadion finns flera spektakulära byggnader, bland andra en av världens största botaniska trädgårdar. Den innehåller bland annat 10 växthus tillgängliga för besökare och totalt över 21 000 olika växtarter eller växtunderarter. Trädgården, som invigdes 1931, täcker en yta på 65 hektar och tar årligen emot cirka 900 000 besökare.

### Quartier chinois (Chinatown)
Montréals kinesiska stadsdel, strax söder om centrum, är inte särskilt stor men mycket livlig. I stadsdelen finns många restauranger och butiker. Här kan man även hitta vietnamesiska inrättningar. Många restauranger här öppnar redan klockan 7 på morgonen och håller öppet ända fram till klockan 3 på natten. På söndagar kan det vara tålamodsprövande att hitta ett ledigt bord.
De viktigaste gatorna i Chinatown är Boulevard Saint-Laurent och Rue de la Gauchetière. Stadsdelen genomgick 2014 ett större stadsförnyelseprojekt.

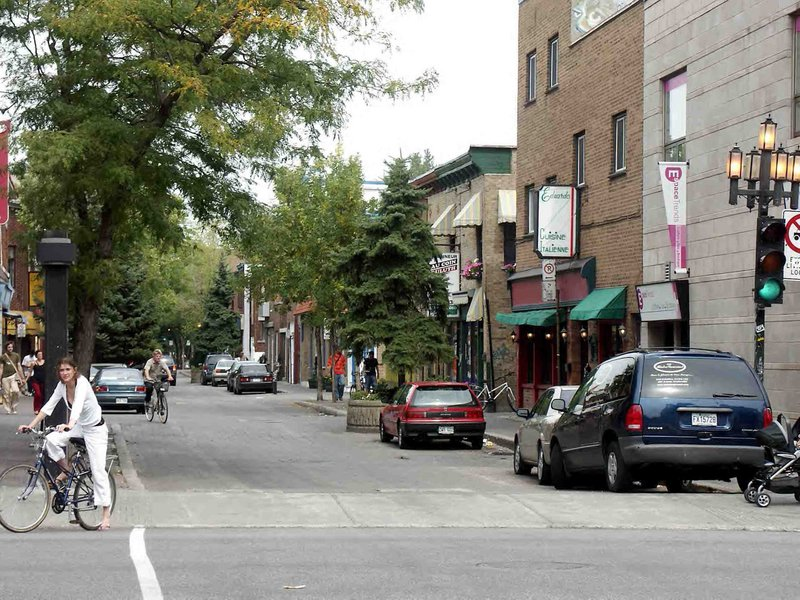
Korsningen mellan Rue Duluth och Rue Saint-Denis.

### Plateau Mont-Royal
Le Plateau-Mont-Royal räknas ibland som Montréals trendigaste stadsdel, med ett stort nöjesliv och den högsta koncentrationen av konstnärer i något kanadensiskt stadsdistrikt. Den ligger längs med de nord-sydliga gatorna Boulevard Saint-Laurent och Rue Saint-Denis samt den öst-västliga Avenue Mont-Royal. Även gågatan Rue Prince-Arthur ligger i den här stadsdelen.
På sommaren är området lika livligt på natten som på dagen.

### Mont Royal
På sommaren beger sig hundratals människor varje söndag till Mont Royals fot för att tillbringa timmar med att dansa till trummor, jonglera och mycket annat. Tilldragelsen kallas ”Mount Royal's Tam-Tams”. Ingen vet riktigt hur denna tradition uppstod, men den har varit en fredlig och omtyckt sommaraktivitet sedan början av 1980-talet helt utan någon som helst organisation.

### Petite Italie
Montréal har Kanadas näst största italienska befolkning. Stadens variant av Little Italy – Petite Italie – ligger i den norra delen av staden, och där finns bland annat en mängd italienska restauranger, butiker och marknader.

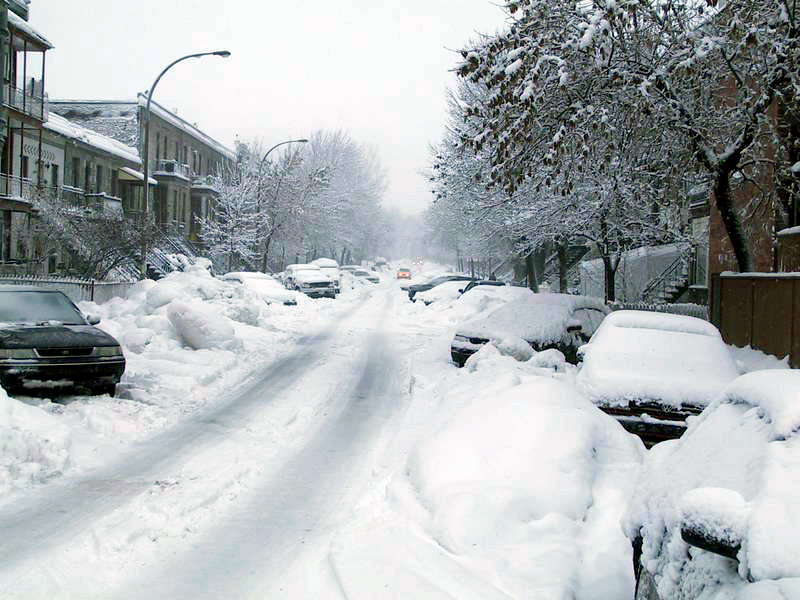
Avenue de l'Esplanade i december.

### Klimat
Med sitt läge i södra Kanada har Montréal ett klimat som varierar kraftigt, både mellan årstiderna och från dag till dag – något som stadens invånare ofta beskriver som karaktäristiskt för staden.
Staden har rikligt med nederbörd med ett genomsnitt på 2,2 meter snö per år och regelbundet med regn över hela året. Snöröjningen kostar staden 50 miljoner dollar årligen. Åskväder gör sommaren till den blötaste årstiden som trots detta även är den soligaste.
Under januari, årets kallaste månad, är medeltemperaturen –10,4 °C, men den kalla vinden gör att den upplevda temperaturen kan vara betydligt lägre. Under juli, årets varmaste månad, är dygnsmedeltemperatur 20,9 °C. Den lägsta temperatur som uppmätts i Montréal är –37,8 °C (15 januari 1957) och den högsta 37,6 °C (1 augusti 1975).
Måttlig till hög luftfuktighet är vanlig på sommaren. Under våren och hösten faller det i genomsnitt mellan 55 och 94 millimeter regn per månad. Snöfall förekommer från oktober till april, liksom brittsomrar.
Trots det ombytliga klimatet finns i Montréal en stor variation i flora och fauna. Lönn är det vanligaste trädet i staden, och sockerlönn har – genom produktionen av lönnsirap – kommit att bli en symbol för både Montréal och hela provinsen. 2015 uppskattades 60 olika arter av lönn växa i Montréal, i ett totalt antal av 113 000.

## Politik och indelning

### Översikt
Stadens styrs av en borgmästare som är primus inter pares i Montréals stadsfullmäktige.

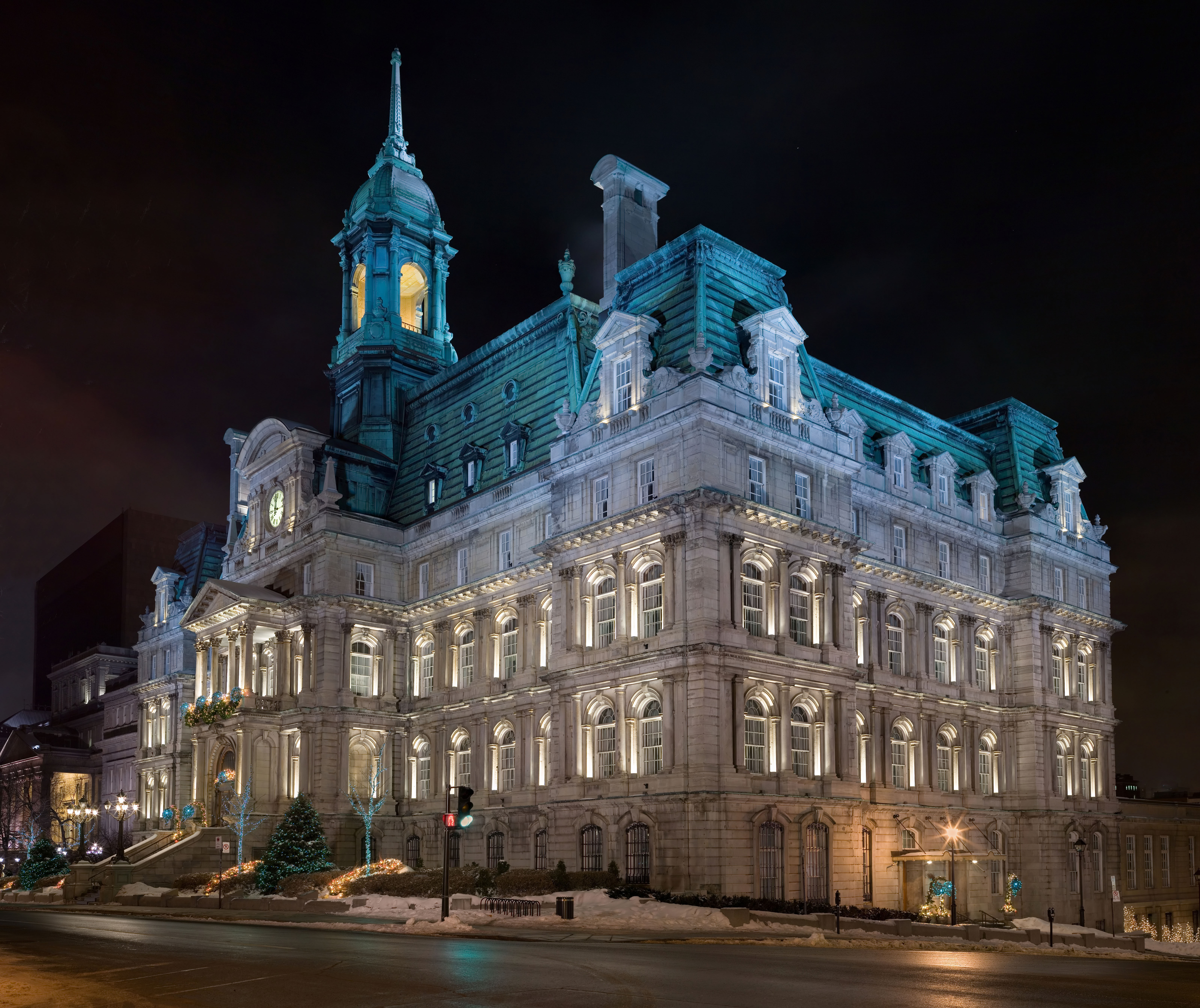
Hôtel de ville (stadshuset).

Stadsfullmäktige har 73 platser och är stadens högsta beslutande organ med stort inflytande i ekonomiska, miljö-, planerings- och budgetfrågor. Dessutom har den en styrande roll gentemot arrondissementen. Exekutivkommittén (comité exécutif) är ett verkställande organ direkt underställt fullmäktige som förbereder budgetar och förordningar som sedan måste godkännas av fullmäktige och fattar beslut om upphandlingar, anslag och fördelningen av offentliga medel.
Sju permanenta, rådgivande kommittéer med sju eller nio medlemmar som sitter i tvåårsperioder handhar inkommande ärenden och ger rekommendationer till fullmäktige. De fungerar också som remissinstanser i de frågor som rör deras respektive områden. Möten kungörs offentligt i både fransk- och engelskspråkiga tidningar minst en vecka innan mötena där allmänheten alltid ges tillfälle att ställa frågor.
Staden Montréal är en av delarna i storstadsförvaltningen Communauté métropolitaine de Montréal, CMM, som ansvarar för planering, koordinering och finansiering av ekonomisk utveckling, kollektivtrafik, sophantering med mera i hela storstadsregionen. CMM styrs av Montréals borgmästare och täcker totalt ett område på 4 360 km² (land och vatten) med drygt 3,9 miljoner människor (år 2016). Det gör Montréal till ytan större än Toronto (även sedan sammanslagningen 1998), men Torontos statistiska storstadsområde (som inte utgör en administrativ enhet) täcker 7 000 km² och inrymmer 5,2 miljoner människor.

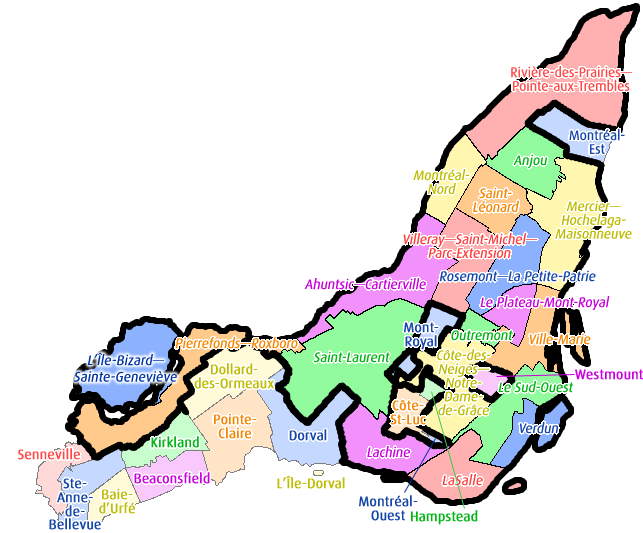
Montréals arrondissement och de avstyckade kommunerna.

Montréal storstadsregion omfattar (2016) nära hälften av provinsen Québecs befolkning, arbetskraft och BNP.

### Administrativ indelning
Montréals kommun är indelad i 19 arrondissement (engelska boroughs), som har varsin borgmästare och fullmäktige.
I regionen Montréal fanns åren 2002–2006 ytterligare 11 arrondissement, efter att kommunen Montréal 1 januari 2002 slogs samman med de 27 omgivande kommunerna på Île de Montréal och kringliggande öar. Den sammanslagna staden täckte hela regionen Montréal men var impopulär bland delar av befolkningen. Flera tidigare kommuner, motsvarande 13 procent av befolkningen, röstade för att åter lämna staden när den nya liberala provinsregeringen anordnade folkomröstningar i frågan 20 juni 2004. Uppdelningen verkställdes 1 januari 2006, vilket skapade 15 nya kommuner.
I samband med avknoppningen gjordes en omorganisation bland de kvarvarande arrondissementen. Även efter kommunuppdelningen förser Montréals kommun de avknoppade kommunerna med ett antal kommunala tjänster inom ramen för Agglomération de Montréal.
Regionen består idag av staden Montréal och 15 kranskommuner. Dessa ligger huvudsakligen på West Island, den västra delen av Île de Montréal.

#### Arrondissement
- Ahuntsic-Cartierville
- Anjou
- Côte-des-Neiges–Notre-Dame-de-Grâce
- Lachine
- LaSalle
- Le Plateau-Mont-Royal
- Le Sud-Ouest
- L'Île-Bizard–Sainte-Geneviève
- Mercier–Hochelaga-Maisonneuve
- Montréal-Nord
- Outremont
- Pierrefonds-Roxboro
- Rivière-des-Prairies–Pointe-aux-Trembles
- Rosemont–La Petite-Patrie
- Saint-Laurent
- Saint-Léonard
- Verdun
- Ville-Marie
- Villeray–Saint-Michel–Parc-Extension

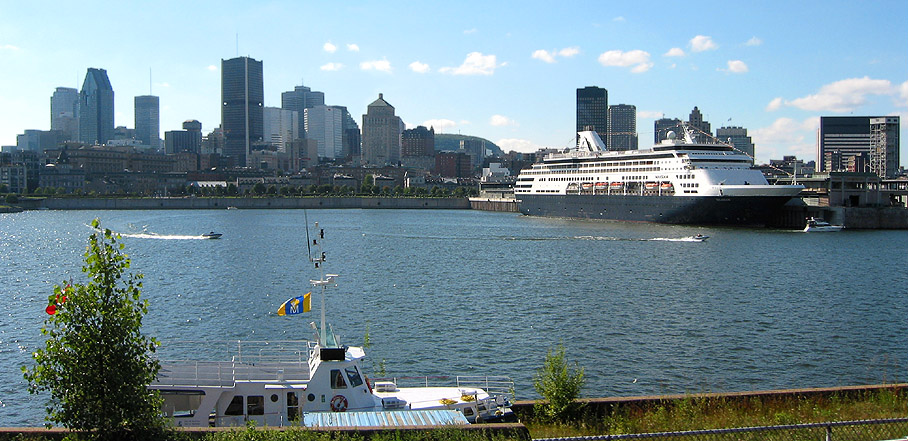
Montréals hamn.

## Ekonomi och infrastruktur

### Ekonomisk översikt
Tillsammans med Toronto är Montréal Kanadas kommersiella, industriella och kulturella centrum. Med sitt läge i ena änden av Saint Lawrenceleden är staden dessutom en av Kanadas viktigaste hamnstäder som utväxlar många varor med det industriella komplexet kring Stora sjöarna, till exempel spannmål, socker, petroleumprodukter, maskiner och många olika konsumentprodukter.
Montréal har också en lång tradition som knutpunkt för landets järnvägsnät. Canadian National Railway har sitt huvudkontor i staden, och Montréal utgör Canadian Pacific Railways östra slutstation.
Bland de mest betydande näringarna i Montréal kan nämnas farmaci, högteknologi, textilindustri, beklädnadsindustri (kallad schamata), utbildning, byggindustri, stadsplanering, farkostteknik, tobak – samt en livaktiv IT-sektor med många nystartade företag.

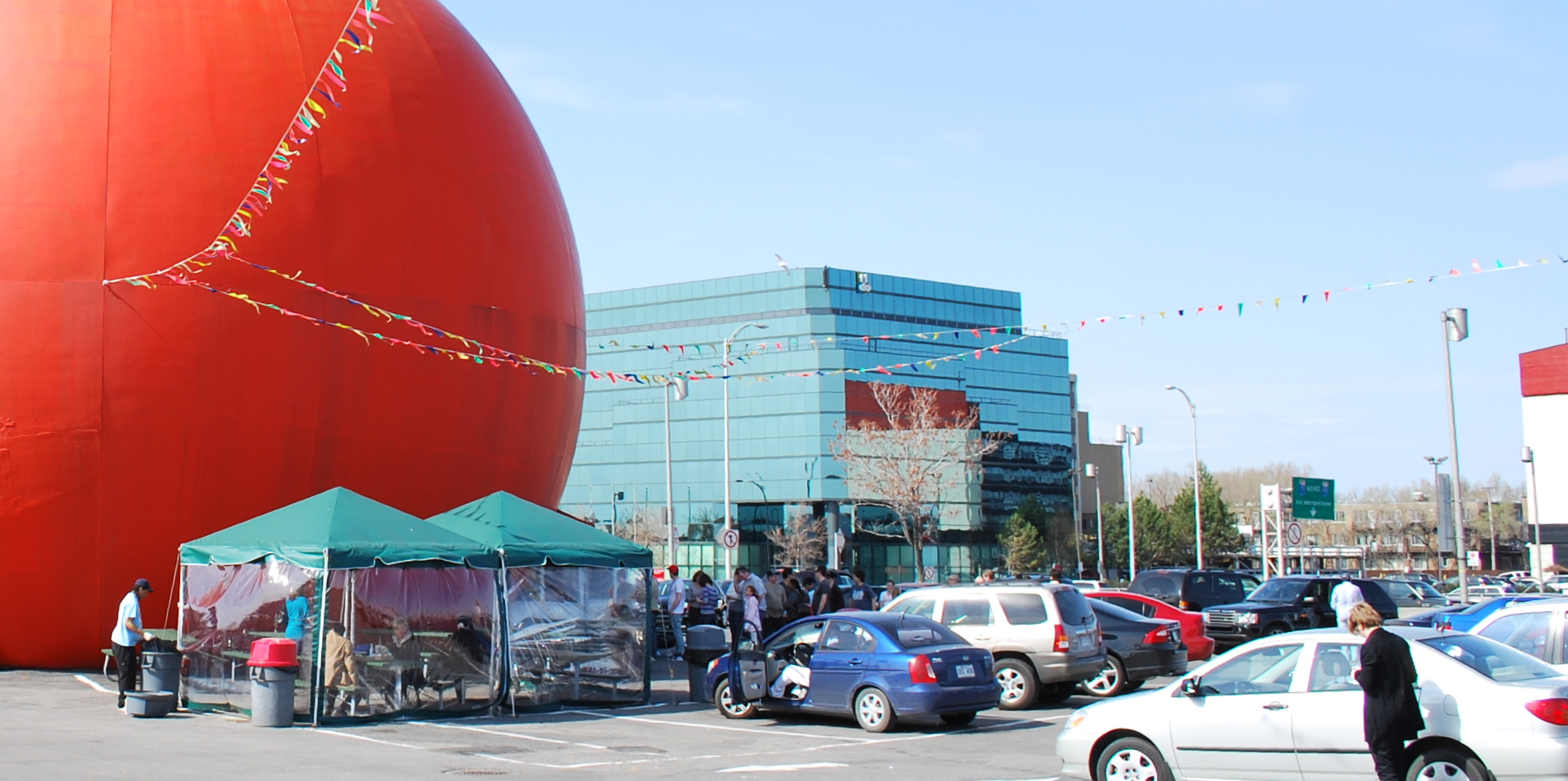
Till vänster i bild Gibeau Orange Julep (2010), snabbmatsrestaurang öppnad 1932. Där bakom syns byggnaden där Aylo (tidigare Mindgeek) numera har sitt huvudkontor.

Montréal är ett av världens ledande flyg- och rymdindustricentra, med sammanlagt över 35 000 anställda i 150 större eller mindre industriföretag. Det sägs att Montréal är den enda staden i världen som kan bygga ett flygplan helt på egen hand, från de första skisstrecken till den sista färgdroppen. Marknadens största aktör är onekligen Bombardier, som i första hand tillverkar medelstora flygplan. Den kanadensiska rymdstyrelsen har sitt huvudkvarter i Longueuil sydväst om Montréal, liksom FN-organet ICAO, det olympiska organet World Anti-Doping Agency, IATA och över 60 andra internationella organisationer.
Bland IT-företagen med huvudkontor i staden finns flera av de viktigaste producenterna och distributörerna av internetpornografi. Aylo (tidigare Mindgeek), ägare till den kommersiella videoplattformen Pornhub och ett antal stora produktionsbolag, är baserad i staden, liksom Gamma Entertainment. Den senare lanserade 2019 Adult Time, en strömningstjänst för betalande tittare med ambitionen att bli en "Netflix för porr". I staden är även Manyvids baserad; man fungerar som webbutik för försäljning av material från fristående entreprenörer inom branschen. Även den tydligt kvinnoorienterade strömningstjänsten Bellesa är baserad i Montréal.

### Kommunikationer
Montréal är en central förbindelselänk mellan östra och övriga Kanada, liksom till USA och Europa. Staden har ett väl utbyggt nät med flygtrafik, vägar, järnvägar och sjöfart.

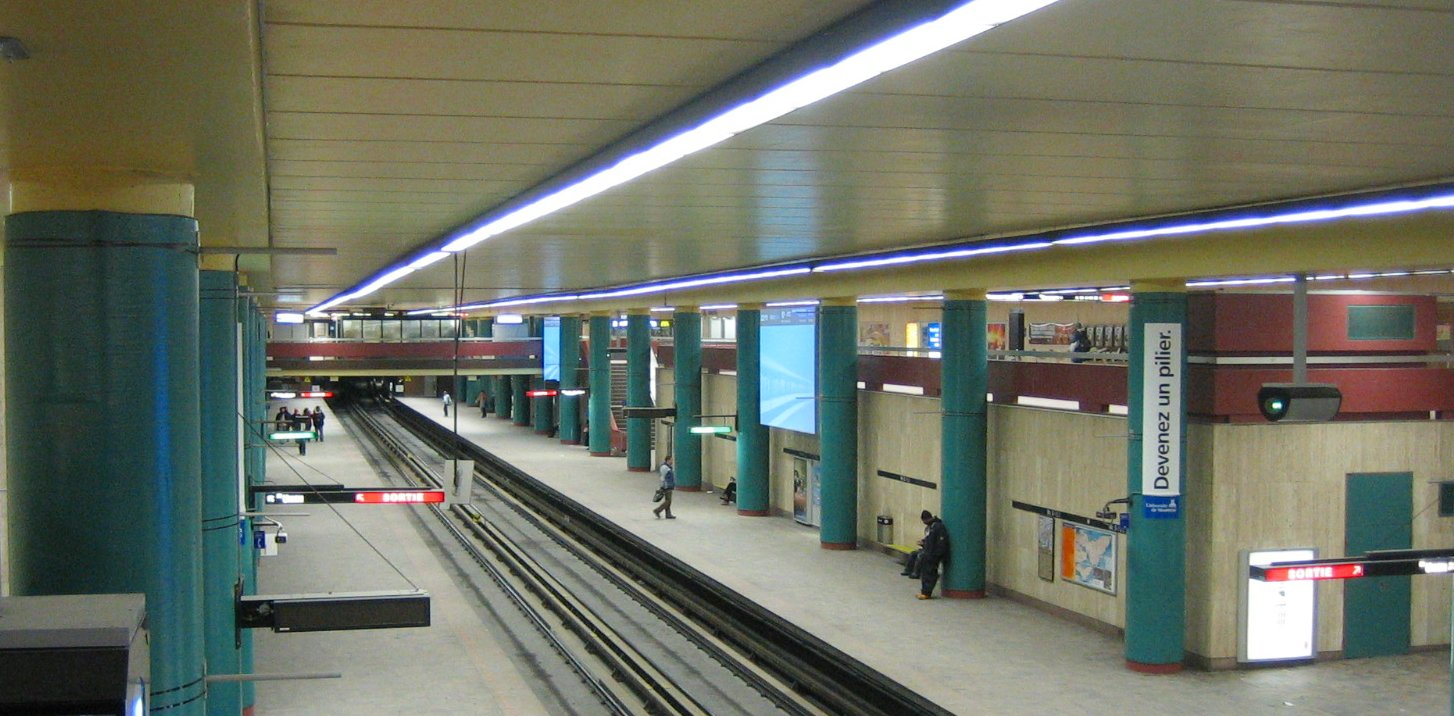
Metrostationen McGill.

#### Tunnelbana
Tunnelbanan Métro de Montréal öppnade för trafik 1966 inför världsutställningen Expo 67; inför Olympiska sommarspelen 1976 tillkom en station under Montréals olympiastadion. Idag har staden också pendeltågstrafik som drivs av Agence métropolitaine de transport.

#### Flygplatser
Montréal har två internationella flygplatser. Endast en av dem är dock idag öppen för persontrafik – nämligen Aéroport international Pierre-Elliott-Trudeau de Montréal (engelska: Montréal-Pierre Elliott Trudeau International Airport), ofta kort och gott kallad Montréal-Trudeau. Den kallas ofta för sitt tidigare (före 2004) namn Aéroport Dorval (Dorval Airport), eftersom den ligger i Dorval.
I Mirabel sju mil nordväst om Montréal ligger Aéroport international Montréal-Mirabel, invigd 1975. Den var en gång avsedd att bli den huvudsakliga flygplatsen för persontrafik, men på grund av det stora avståndet från stadens centrum och dåliga kommunikationer blev den föga populär. Varken den planerade snabbjärnvägen eller motorvägsutbyggnaden blev byggd, och som mest hanterade den 2,8 miljoner passagerare per år (mot planerade 50 miljoner). Flygplatsen hanterar sedan 2004 bara godstrafik.

#### Vägar
Liksom många andra stora städer lider Montréal av trafikproblem, i synnerhet genom trafikströmmen från förorterna Laval på Île Jésus och Longueuil på den sydöstra stranden. Saint Lawrenceflodens bredd har gjort det svårt och dyrt att bygga fasta broförbindelser mellan huvudön och den sydöstra stranden. Det finns idag därför bara fyra vägbroar, en vägtunnel, två järnvägsbroar och en tunnelbanelinje tvärs floden. Den betydligt smalare Rivière des Prairies överbyggs av totalt åtta broar – sex till Laval och två till den norra stranden.
Montréal är förbundet med övriga landet via ett stort antal motorvägar: A-10, A-15, A-13, A-20, A-25, A-40, A-520 och A-720. Många av dessa motorvägar blir igenproppade under rusningen vilket gör det svårt att ta sig runt i staden.

Jacques Cartier-bron går över Saint Lawrencefloden mellan Montréal och Longueuil.

Montréal ligger på en ö, och dess sträckning har varit bestämmande då man i staden anger kompassriktningar. Av tradition har man tänkt sig ön med en öst-västlig sträckning med de två vattendragen norr och söder om ön. I verkligheten har Saint Lawrencefloden en sträckning från sydväst till nordost. Boulevard Saint-Laurent delar i detta system staden i en östlig och en västlig del och de gator som korsar huvudgatan har tilläggen Est/Ouest (East/West) på respektive sida. Gatunummer 1 ligger alltid närmast huvudgatan. Gator parallella med huvudgatan är numrerade från Saint Lawrencefloden i söder med jämna nummer i väst och ojämna i öst.
Eftersom franska är det enda officiella språket i provinsen Québec har Commission de toponymie du Québec bestämt att det franska namnet på alla gator i Montréal skall användas på alla språk: Till exempel Chemin de la Côte-des-Neiges, Rue Sainte-Catherine, Côte du Beaver Hall. Det har dock inte förhindrat att de engelsktalande invånarna och tidningarna fortsätter att använde engelska namn. I tvåspråkiga stadsdelar har emellertid gatuskyltar i allmänhet gatunamnen på båda språken, och i flera fall har engelska ord inkorporerats i de franska namnen – till exempel Chemin Queen Mary, Rue University och Avenue McGill College.
Brevbärarna i Montréal har lärt sig att hantera alla möjliga kombinationer mellan de två språken (de la Montagne Street), och i något fall har den officiella politiken inte vunnit gehör – varken bland de franskspråkiga eller engelskspråkiga. Dorchester Boulevard döptes om till Boulevard René-Lévesque i Montréals kommun efter den fransktalande nationalisten, men de engelskspråkiga i Westmount accepterade inte detta och kallar fortfarande sin del av gatan för Dorchester.

## Demografi
Montréals statistiska storstadsområde, som med undantag av ett fåtal kommuner sammanfaller med det administrativa, hade nära 4,3 miljoner invånare på 4 670 km² land vid folkräkningen 2021. Den mindre tätorten Montréal hade drygt 3,6 miljoner invånare på 1 382 km² land vid samma folkräkning. Båda dessa definitioner inkluderar de omgivande städerna Laval och Longueuil samt ett antal mindre kommuner, i tätortens fall ibland delvis. I själva kommunen Montréal bodde i maj 2021 drygt 1,7 miljoner människor, medan kommunen och de 15 närmaste kranskommunerna då inräknade ganska precis 2 miljoner invånare.
Invånarna i Montréal kallas Montréalais(es) (Montrealer). Stadens namn förkortas MTL i många sammanhang.

### Befolkningsutveckling
| Befolkningsutvecklingen i Montréal 1660–2021 | Befolkningsutvecklingen i Montréal 1660–2021 | Befolkningsutvecklingen i Montréal 1660–2021 | Befolkningsutvecklingen i Montréal 1660–2021 | Befolkningsutvecklingen i Montréal 1660–2021 |
| --- | -------------------------------------------- | -------------------------------------------- | -------------------------------------------- | -------------------------------------------- |
| |                                              |                                              |                                              |                                              |
| År |                                              |                                              | Folkmängd                                    |                                              |
| 1660 | 1660                                         |                                              | 407                                          |                                              |
| 1681 | 1681                                         |                                              | 1 389                                        |                                              |
| 1700 | 1700                                         |                                              | 2 969                                        |                                              |
| 1760 | 1760                                         |                                              | 8 300                                        |                                              |
| 1771 | 1771                                         |                                              | 9 770                                        |                                              |
| 1781 | 1781                                         |                                              | 17 945                                       |                                              |
| 1791 | 1791                                         |                                              | 18 000                                       |                                              |
| 1801 | 1801                                         |                                              | 9 000                                        |                                              |
| 1811 | 1811                                         |                                              | 13 300                                       |                                              |
| 1821 | 1821                                         |                                              | 18 767                                       |                                              |
| 1831 | 1831                                         |                                              | 27 297                                       |                                              |
| 1841 | 1841                                         |                                              | 40 356                                       |                                              |
| 1851 | 1851                                         |                                              | 57 715                                       |                                              |
| 1861 | 1861                                         |                                              | 90 323                                       |                                              |
| 1871 | 1871                                         |                                              | 130 022                                      |                                              |
| 1881 | 1881                                         |                                              | 176 263                                      |                                              |
| 1891 | 1891                                         |                                              | 254 278                                      |                                              |
| 1901 | 1901                                         |                                              | 325 653                                      |                                              |
| 1911 | 1911                                         |                                              | 490 504                                      |                                              |
| 1921 | 1921                                         |                                              | 618 506                                      |                                              |
| 1931 | 1931                                         |                                              | 818 577                                      |                                              |
| 1941 | 1941                                         |                                              | 903 007                                      |                                              |
| 1951 | 1951                                         |                                              | 1 021 520                                    |                                              |
| 1961 | 1961                                         |                                              | 1 201 559                                    |                                              |
| 1971 | 1971                                         |                                              | 1 214 352                                    |                                              |
| 1981 | 1981                                         |                                              | 1 018 609                                    |                                              |
| 1991 | 1991                                         |                                              | 1 017 666                                    |                                              |
| 2001 | 2001                                         |                                              | 1 039 534                                    |                                              |
| 2011 | 2011                                         |                                              | 1 649 519                                    |                                              |
| 2021 | 2021                                         |                                              | 1 762 949                                    |                                              |
| Anm.: Siffrorna före 1800-talet i tabellen gäller inklusive stadsområdet runt staden. 2002 och 2006 gjordes större storleksändringar av kommunens yta. |                                              |                                              |                                              |                                              |

Montréals folkmängd har ökat från 407 år 1660 till 1,7 miljoner år 2021. Siffrorna före 1800-talet i tabellen här bredvid gäller inklusive stadsområdet runt staden. 2002 och 2006 gjordes större storleksändringar av kommunens yta.

### Språk

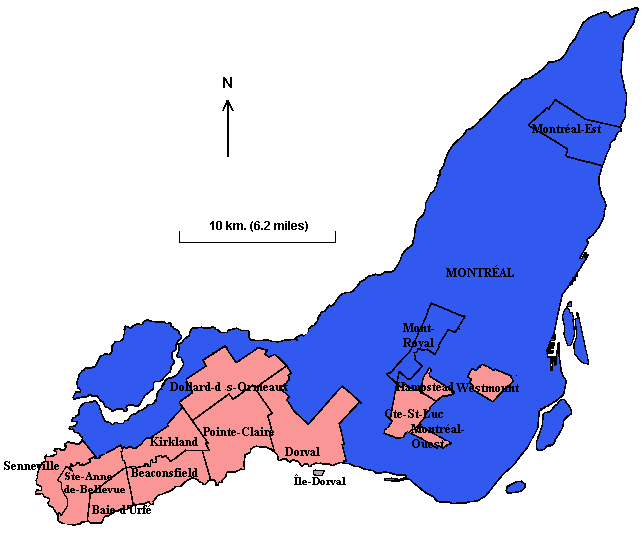
Engelska modersmålstalare bor oftare i västra Montréal.

De flesta invånarna i Montréal har franska som första språk, en stor minoritet talar engelska och den stora majoriteten tycker sig förstå båda språken – en trend som förstärkts sedan Charte de la langue française på 1970-talet. I storstadsområdet hade år 2001 67 procent franska, 12 procent engelska och 21 procent något annat språk som modersmål. Ytterligare två respektive fyra procent hade franska respektive engelska som hemspråk. 71 procent använde då franska som främsta språk inom arbetslivet.
På huvudön är motsvarande siffror 53 procent franska, 18 procent engelska och övriga 29 procent. En majoritet av de övriga har franska eller engelska som andra språk och 53 procent av befolkningen talar båda språken (maj 2004) mot 37 procent som bara talar franska respektive 7 procent som bara talar engelska.
Trots att Québecs enda officiella språk är franska används även engelska i många sammanhang, i synnerhet i stadskärnan, turiststråken och de distrikt som klassas som tvåspråkiga. Irländare har invandrat till Montréal i generationer och efter svälten 1845 till 1852 kom stora skaror till staden som de betraktade som mer gästvänlig än de flesta delar av Brittiska imperiet. Irländarna och de fransktalande hade religionen gemensam varför irländarna lättare blev accepterade och undgick den diskriminering de möttes av i till exempel Toronto. Många gånger adopterade franska familjer föräldralösa irländska barn. Man uppskattar idag att omkring 40 % av Montréals fransktalande befolkning har blandat fransk-irländskt ursprung, något som ofta märks på de vanligt förekommande icke-franska namnen.
Montréal var historiskt uppdelat i en huvudsakligen engelsktalande västra sida och en huvudsakligen fransktalande östra sida. Gränsen gick i princip i Boulevard Saint-Laurent (Saint Laurent Boulevard), med undantag för några franskspråkiga enklaver på den västra sidan: Saint-Henri, Lachine, Île-Bizard och Outremont. Outremont, på Mont Royals nordöstra sluttning, är av tradition den förmögna franskspråkiga befolkningens hem, och har en engelskspråkig motsvarighet i Westmount på motsatt sida. De lokala språkidentiteterna börjar dock lösas upp och representanter från båda språkgrupperna tenderar alltmer att bosätta sig i vilken stadsdel som helst.

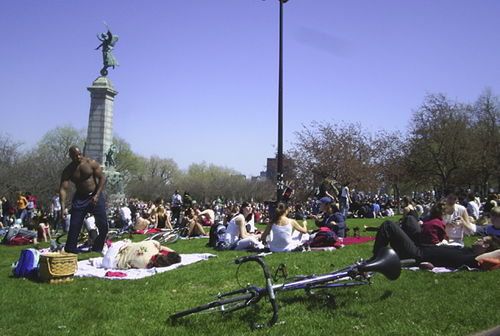
Mont Royal sommartid.

### Folkgrupper och religion
Bland invånarna med europeiska rötter har de flesta rötter i Frankrike, Irland eller Italien. De största etniska grupperna var enligt folkräkningen 2006: kanadensare 46,5 procent (1 670 655), fransmän 26,1 procent (936 990), italienare 7,2 procent (260 350) och irländare 6,0 procent (216 415). De som identifierats som kanadensare är invånare med vanligen brittiskt, irländskt eller franskt påbrå som levt i Kanada sedan flera generationer. Av invånarna var 2006 5,0 procent (180 860) araber och 4,3 procent öst- och sydöstasiater (156 135, varav 82 665 kineser). Enligt folkräkningen fem år tidigare var svarta drygt 4 procent av stadsregionens invånare.
Ännu på 1990-talet var stora delar av de äldre invandrargrupperna främst bosatta i olika områden av staden. En undersökning 1996 på McGill University gav vid handen att de flesta med italienska rötter bodde i nordöst, engelskspråkiga i väster och judarna inne på ön i nordväst.
74,5 procent är romersk-katolska trosbekännare. Andra kristna samfund representerar omkring 10 procent av befolkningen, medan andelen muslimer är 3 procent. Enligt den officiella statistiken har knappt 8 procent ingen religiös tillhörighet.

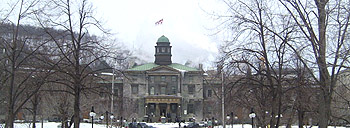
McGill University.

### Utbildning

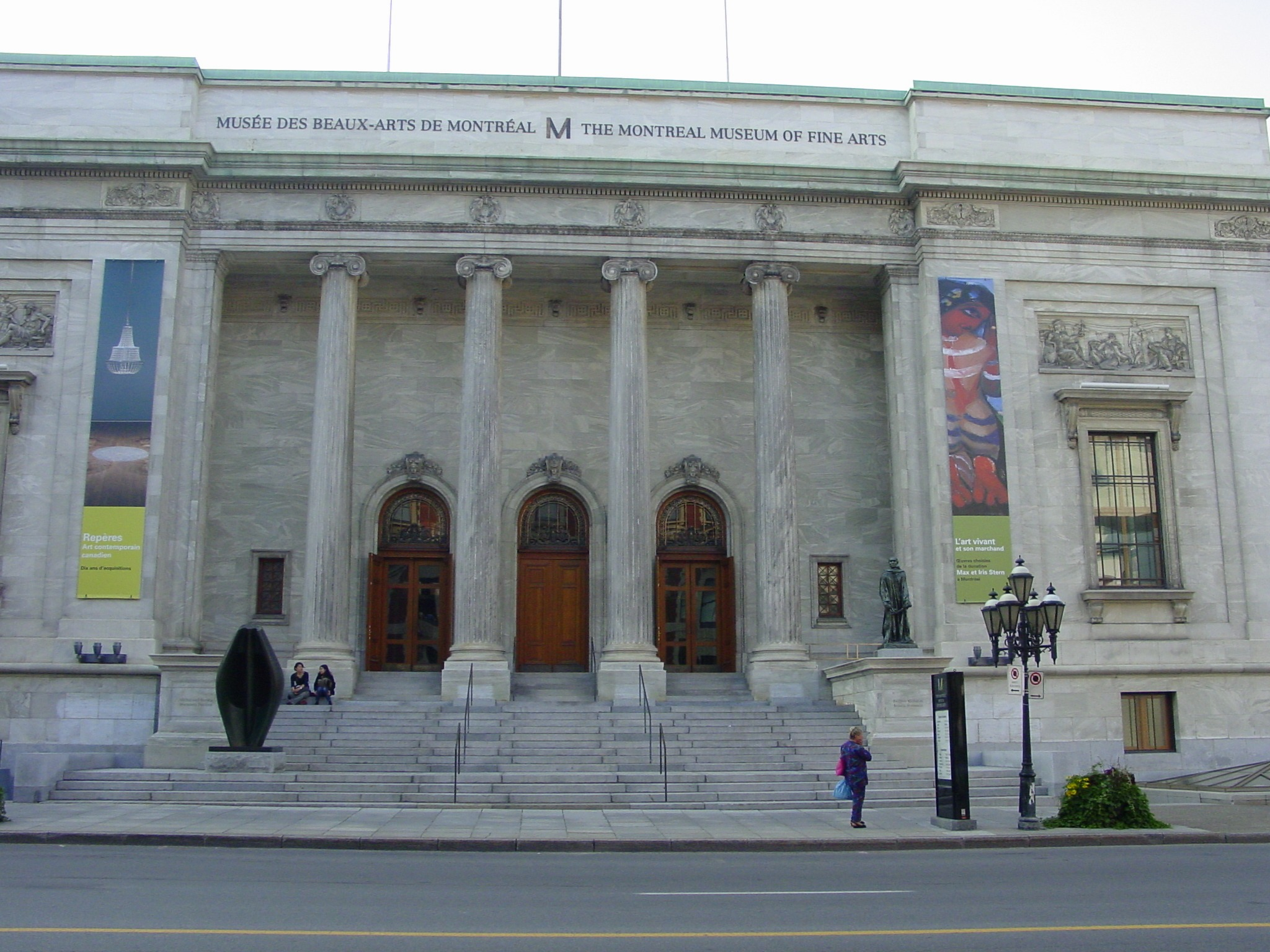
Musée des beaux arts (Museum of fine arts).

Montréal är en stor studentstad. De fem största universiteten i staden är:
- McGill University, engelskspråkigt, grundat 1821[14]
- Concordia University, engelskspråkigt, grundat 1974[14]
- Université de Sherbrooke à Longueuil
- Université de Montréal, grundat 1876[14]:
  - École Polytechnique de Montréal(fr)
  - École des Hautes Études Commerciales de Montréal(fr) (HEC-Montréal)
- Université du Québec(fr):
  - Université du Québec à Montréal (UQAM), grundat 1969[14]
  - École de technologie supérieure (ETS)
  - École nationale d'administration publique (ENAP)

Sammanlagt har elva olika universitet säte eller fakulteter i Montréalregionen, med totalt cirka 170 000 studenter. Enligt uppgift är detta den största mängden per capita bland storstadsområden i Nordamerika.

## Kultur och samhällsliv
Montréal är provinsen Québecs dominerande och ett av Kanadas mer betydande kulturella centrum. Staden har många museer som täcker många olika ämnesområden: historia, historisk konst, modern konst och arkitektur med flera. Dessutom ligger flera teatrar, stadens symfoniorkester och dito opera vid Place des Arts.
Som en mångmiljonstad har Montréal ett varierat kulturutbud. Stadens internationella filmfestival, Festival des Films du Monde ("Världsfilmsfestivalen"), har internationellt renommé. Montréals litterära scen gjorde att Unesco 2005 utsåg staden till "World Book Capital City 2005".

### Religiösa byggnader
Staden är berömd för sina många kyrkor som givit staden epitet som ”the city of saints” och ”la ville aux cent clochers”. Mark Twain skrev om Montréal: "Det är första gången jag befunnit mig i en stad där man inte kan kasta en tegelsten utan att krossa ett kyrkfönster."

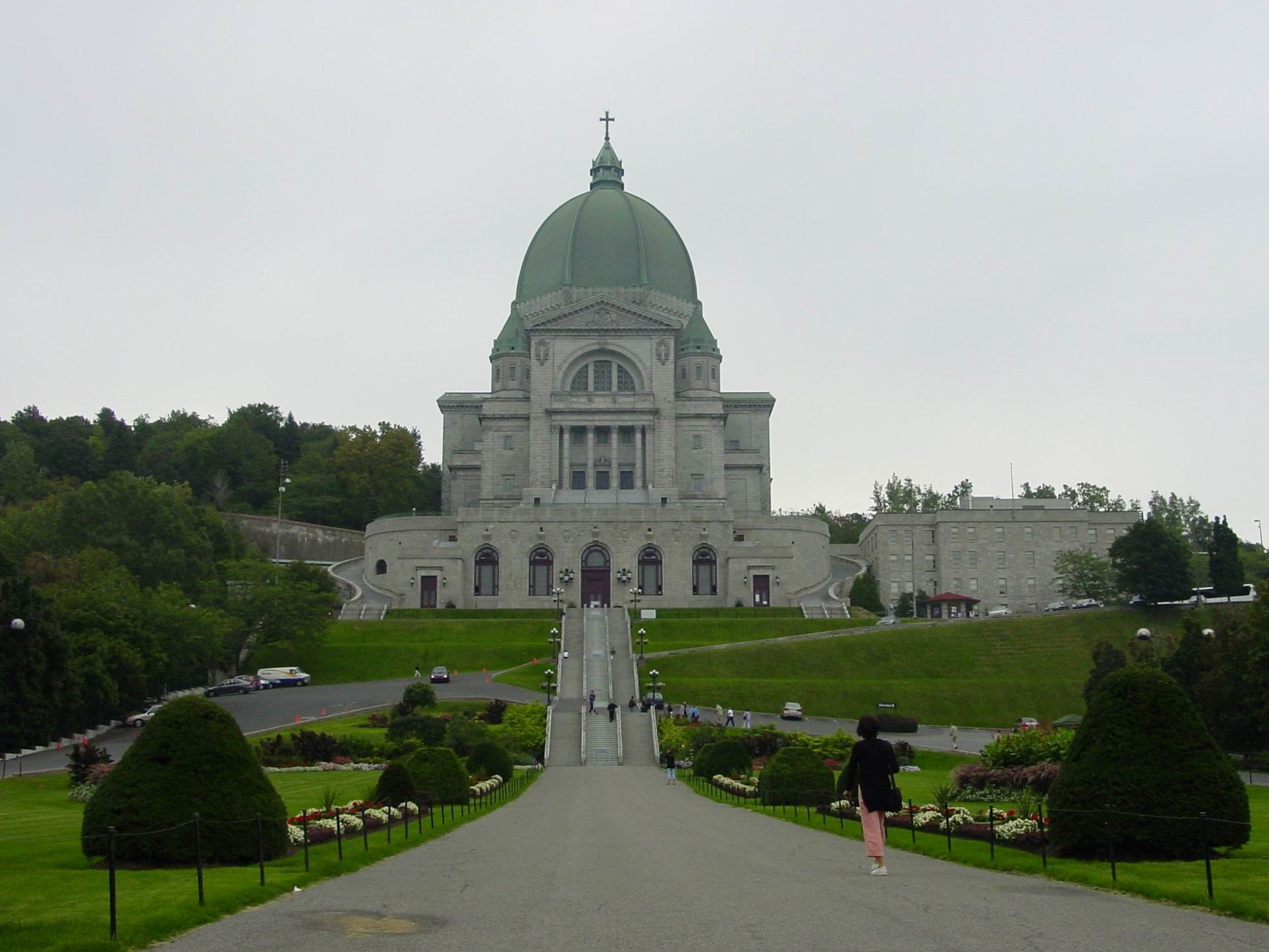
Oratoire Saint-Joseph är Kanadas största kyrka.

Det är sällan längre än fem minuter till fots mellan två kyrkor. Staden rymmer fyra romersk-katolska basilikor. Oratoire Saint-Joseph är Kanadas största kyrka, och dess kupol överträffas bara av Peterskyrkans i Rom. Bygget av basilikan slutfördes 1967. Den 129 meter höga byggnaden är rest på en av de tre backkrönen av Mont Royal, och toppen på kyrktornet är Montréals högsta punkt.
Notre-Dame-du-Bon-Secours är en pilgrimskyrka som tillsammans med oratoriet dessutom attraherar stora skaror turister varje år.

### Gaystaden
Montréal är känt som en queer- och homovänlig stad. Stadens pridefestival i månadsskiftet juli/augusti, Divers/Cité, var länge Nordamerikas näst största (efter den i Toronto). Festivalorganisationen uppskattade 2002 antalet deltagare till 1,4 miljoner, medan upplagan 2010 endast samlade 100 000 deltagare. Efter ett antal år av ekonomiska problem gick organisationen bakom festivalen 2015 i konkurs. 2014 års evenemang blev dess 22:a årliga upplaga. En orsak till problemen för Divers/Cité var konkurrerande evenemang, inklusive HBTQ-festivalen Fierté Montréal, som arrangeras under augusti månad sedan 2006.
Gaykulturen har i Montréal sitt centrum kring Beaudrys tunnelbanestation, och området däromkring kallas le Village Gai / the Gay Village. Homorörelsen här organiserar varje år många partyn och sportevenemang.
Montréals omfattande gaykultur har gjort att Québec ofta kallas ”Queerbec”, både av de homosexuella och deras belackare.

### Nattliv
Rue Saint-Denis strax söder om Plateau Mont-Royal är centrum i Montréals Quartier Latin med många barer, klubbar och gatufestivaler. Områdets öst-västliga huvudgator är Rue Sainte-Catherine och Boulevard De Maisonneuve med Rue Saint-Denis som den nord-sydliga förbindelselänken.
Rue Crescent, vid kanten av vad som kallas Concordia Ghetto (runt Concordia Universitys campus där många studenter bor), är nöjescentum för den engelskspråkiga befolkningen. Under hela sommarhalvåret avlöser marknader och festivaler varandra här, en festivalsäsong som har sin inofficiella start i samband med formel 1-tävlingen Kanadas Grand Prix. Längs med Rue Crescent finns en stor mängd barer och klubbar.
Även längs med Boulevard Saint-Laurent finns många barer och klubbar. Ett stort antal restaurangerna här har uteserveringar under sommaren.

### Mat
Tre maträtter kännetecknar Montréal: poutine (pommes frites, ost och brunsås), bagels av Montréal-modell (något mindre än New York-varianten) och pastrami (som i Montréal kallas smoked meat – även på franska). Poutine säljs både på snabbmatsrestauranger som McDonald's och på mindre poutineställen.
De mest kända smoked meat-restaurangerna, som Schwartz's, har blivit turistmål i sig, men smoked meat serveras även på andra typer av restauranger, ibland till och med kombinerat med poutine. Montréal-bagels, som liksom smoked meat har sitt ursprung i stadens judiska befolkning, kännetecknas av att de innehåller ägg och bakas i vedeldad ugn.
I Montréal är den typiska husmanskosten friterad mat.

### Idrott
Montréal är berömt för sina ishockeysupportrar. NHL-laget Montreal Canadiens (Canadiens de Montréal) är det äldsta laget i ligan. De har även flest titlar i NHL. Staden är också platsen för två prestigefyllda motortävlingar årligen: Formel 1-loppet Kanadas Grand Prix och Molson Indy. Båda tävlingarna hålls på Circuit Gilles-Villeneuve på Île Notre-Dame. Alouettes de Montréal (engelska: Montreal Alouettes) spelar kanadensisk fotboll i CFL.
Royal de Montréal spelar i den nordamerikanska American Ultimate Disc League i ultimate (frisbee).
Det största idrottsevenemanget i Montréals historia är Olympiska sommarspelen 1976.

## Bildgalleri

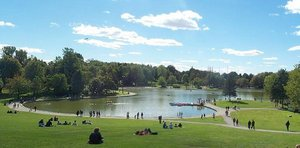
Lac-aux-Castors i Parc du Mont Royal (på Mont Royal).
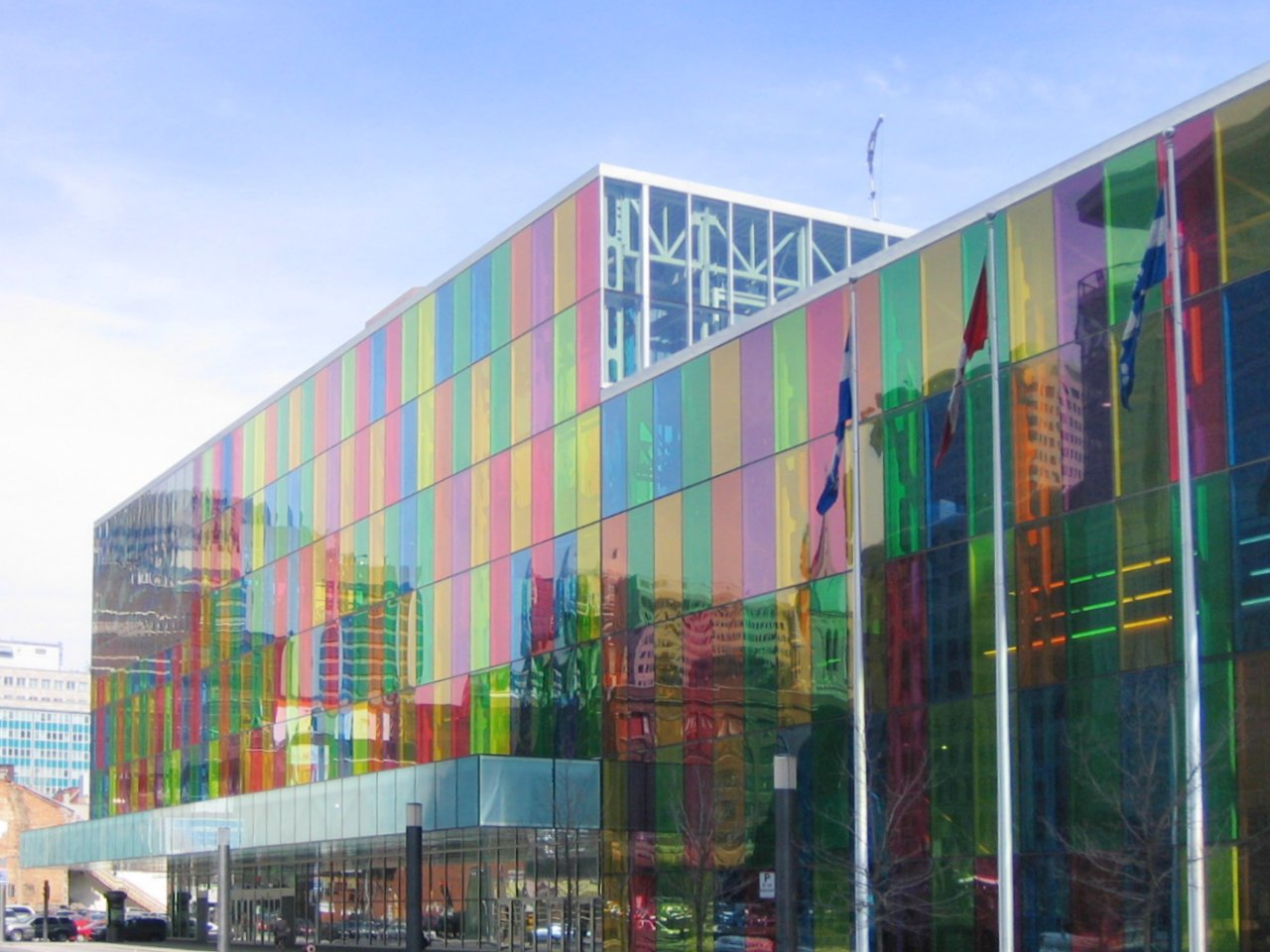
Palais des Congrès.
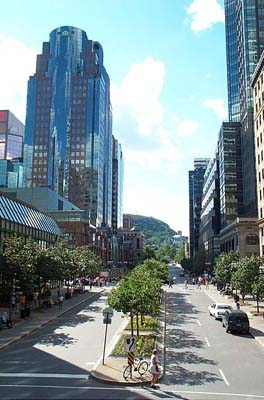
McGill College Avenue.
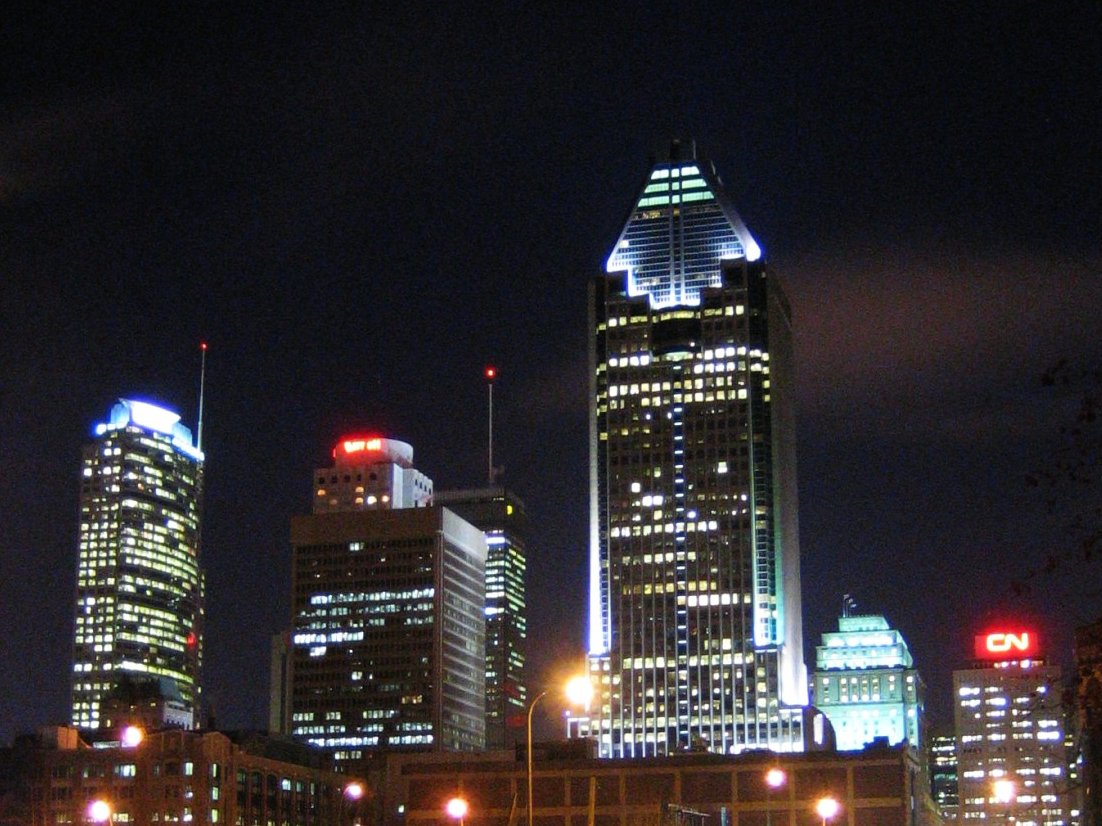
IBM:s huvudkontor och 1000 de La Gauchetière.